# 황재옥
황재옥은 대한민국의 북한학자이다.

## 학력
- 1977년 ~ 1981년 : 이화여자대학교 정치외교학과 학사
- 1998년 ~ 2000년 : 이화여자대학교 대학원 북한학협동과정 석사
- 2000년 ~ 2012년 : 이화여자대학교 대학원 북한학협동과정 박사

## 경력
- 2001년 ~ 2003년 : 미국 아이오와대학교 아시아태평양연구소 객원연구원
- 2013년 9월 : 원광대학교 사회과학대학 행정언론학부 초빙교수
- 2017년 2월 ~ : 더불어민주당 한반도경제통일특별위원회 부위원장, 평화협력원 부원장, 김대중평화센터 이사
- 2017년 9월 ~ : 민주평화통일자문회의 상임위원
- 2018년 2월 ~ : 민족화해협력범국민협의회 정책위원장
- 2018년 11월 ~ : 더불어민주당 외교안보통일자문회의 위원

## 저서
- 《북한의 인권, 원인과 해법》. 선인. 2012년. ISBN 9788959335749
- 《국경을 걷다》. 서해문집. 2013년. ISBN 9788974836122

### 공저
- 정세현·황재옥·정청래. 《정세현 정청래와 함께 평양 갑시다》. 푸른숲. 2018년. ISBN 9791156757719

## 칼럼
- 세상읽기